# Totem (album)
Pour les articles homonymes, voir Totem.
Albums de Zazie
Rodéo Tour
(2006) Zest of Zazie
(2008)
Singles
1. Des rails
Sortie : mars 2007
2. Je suis un homme
Sortie : 1er octobre 2007
3. J'étais là
Sortie : avril 2008
4. Flower power
Sortie : 2008

Totem est le sixième album de Zazie, sorti le 5 février 2007 en téléchargement sur Internet, puis dans le commerce le 12 février 2007.
Comme pour Rodéo, Zazie a composé tous les titres de son opus avec ses deux acolytes Jean-Pierre Pilot et Philippe Paradis.
Une fois n'est pas coutume, l'artiste a porté une attention toute particulière à la présentation de son album. En effet, au-delà d'un édition simple, Totem est également sorti en édition collector. Cette version est constituée d'un coffret contenant un livret de 70 pages (illustrant les paroles par des photos de la chanteuse prises en Islande par Laurent Seroussi), un mini-CD regroupant les maquettes des titres Je suis un homme et Jet lag ainsi qu'un inédit chanté en anglais : I Fall.
Une deuxième édition « Noël » est également sortie dans le commerce le 10 décembre 2007, contenant deux titres inédits : Frère Jacques (déjà disponible depuis février 2007 sur Internet uniquement) et Haut les mains, titre que la chanteuse interpréta pour la première fois sur la scène du Zénith de Nantes le 1er juin, en ouverture de sa tournée. Un DVD regroupant les clips des titres Des rails et Je suis un homme ainsi que leur making-of, le making-of de l'album et les vidéos d'avant-première pour internet complète cette édition « Noël ».
Totem a été nommé pour les Victoires de la musique 2008 dans la catégorie Album de chansons, variété de l'année.
Environ 150 000 albums seront vendus.

## Titres
Toutes les paroles sont écrites par Zazie, toute la musique est composée par Zazie, Jean-Pierre Pilot et Philippe Paradis sauf 07 dec. composée par Zazie.
| 1.  | Des rails               | 3:31 |
| 2.  | Je suis un homme        | 4:09 |
| 3.  | L'Ange blessé           | 4:12 |
| 4.  | Jet lag                 | 3:45 |
| 5.  | Ça                      | 3:19 |
| 6.  | Duo (avec Paolo Nutini) | 3:05 |
| 7.  | Na                      | 3:18 |
| 8.  | Flower Power            | 2:53 |
| 9.  | Totem                   | 3:45 |
| 10. | 07 dec.                 | 4:40 |
| 11. | J'étais là              | 3:06 |
| 12. | Yin yang                | 3:11 |
| 13. | Vue du ciel             | 3:49 |

| 14. | Je suis un homme (maquette) | 4:09 |
| 15. | Jet lag (maquette)          | 3:45 |
| 16. | I Fall                      | 3:45 |

| 14. | Frère Jacques  | 3:40 |
| 15. | Haut les mains | 3:23 |

## Singles
- Des rails - 2006
- Je suis un homme - 2007 (no 7 France)
- J'étais là - 2007
- Flower power - 2008